# Роса Б'єльса
Роса Б'єльса (ісп. Rosa Bielsa; нар. 9 січня 1966) — колишня іспанська тенісистка.
Найвищу одиночну позицію світового рейтингу — 230 місце досягла 11 вересня 1989, парну — 176 місце — 7 листопада 1988 року.

## Фінали ITF

### Одиночний розряд (0–2)
| Легенда                   |
| ------------------------- |
| турніри $25,000           |
| $10,000 / турніри $15,000 |

| Результат | Ранг | Дата            | Турнір            | Покриття | Суперниця         | Рахунок  |
| --------- | ---- | --------------- | ----------------- | -------- | ----------------- | -------- |
| Поразка   | 1.   | 12 вересня 1988 | Арцакена, Італія  | Ґрунт    | Лаура Голарса     | 2–6, 2–6 |
| Поразка   | 2.   | 18 березня 1991 | Аліканте, Іспанія | Ґрунт    | Амі Єнссон Роголт | 4–6, 5–7 |

### Парний розряд (8–10)
| Результат | Ранг | Дата            | Турнір                       | Покриття | Партнерка            | Суперниці                                | Рахунок       |
| --------- | ---- | --------------- | ---------------------------- | -------- | -------------------- | ---------------------------------------- | ------------- |
| Поразка   | 1.   | 28 липня 1986   | Сецце, Італія                | Ґрунт    | Елена Герра          | Ніноска Соуто Ханет Соуто                | 3–6, 6–7      |
| Перемога  | 2.   | 4 травня 1987   | Борнмут, Велика Британія     | Тверде   | Ана Сегура           | Лоне Ванборґ Тітія Вілмінк               | 6–4, 7–5      |
| Поразка   | 3.   | 29 червня 1987  | Бриндізі, Італія             | Ґрунт    | Елена Герра          | Мішелл Боурі Крістін Кунс                | 3–6, 6–7      |
| Перемога  | 4.   | 21 вересня 1987 | Валенсія, Іспанія            | Ґрунт    | Елена Герра          | Марія Хосе Льорка Інмакулада Варас       | 6–3, 3–6, 6–3 |
| Поразка   | 5.   | 29 лютого 1988  | Рокафорт (Валенсія), Іспанія | Ґрунт    | Елена Герра          | Беттіна Діснер Анн Сімпкін               | 3–6, 2–6      |
| Перемога  | 6.   | 8 серпня 1988   | Палермо, Італія              | Ґрунт    | Ханет Соуто          | Еллісон Купер Мері Норвуд                | 6–3, 2–6, 7–5 |
| Поразка   | 6.   | 29 серпня 1988  | Корсика, Франція             | Ґрунт    | Ханет Соуто          | Беттіна Діснер Мареке Плохер             | 1–6, 4–6      |
| Поразка   | 7.   | 12 вересня 1988 | Арцакена, Італія             | Тверде   | Ханет Соуто          | Енн Гросбек Трейсі Мортон-Роджерс        | 5–7, 1–6      |
| Поразка   | 8.   | 28 серпня 1989  | Арцакена, Італія             | Тверде   | Ханет Соуто          | Анне Аалонен Нанне Дальман               | 1–6, 1–6      |
| Перемога  | 9.   | 18 вересня 1989 | Порту, Португалія            | Ґрунт    | Ханет Соуто          | Вірхінія Руано Паскуаль Інмакулада Варас | 3–6, 6–3, 6–4 |
| Поразка   | 10.  | 12 березня 1990 | Мурсія, Іспанія              | Ґрунт    | Ханет Соуто          | Ана-Белен Кінтана Ана Сегура             | 5–7, 5–7      |
| Перемога  | 11.  | 25 лютого 1991  | Валенсія, Іспанія            | Ґрунт    | Ханет Соуто          | Жанетта Гусарова Зденька Малкова         | 6–2, 6–3      |
| Перемога  | 12.  | 18 березня 1991 | Аліканте, Іспанія            | Ґрунт    | Сільвія Рамон-Кортес | Ева Бес Вірхінія Руано Паскуаль          | 6–3, 0–6, 7–5 |
| Поразка   | 13.  | 8 квітня 1991   | Лімож, Франція               | Килим    | Ханет Соуто          | Анне Аалонен Євгенія Манюкова            | 3–6, 6–1, 5–7 |
| Поразка   | 14.  | 3 червня 1991   | Мілан, Італія                | Ґрунт    | Ханет Соуто          | Наталі Бодон Франческа Романо            | 4–6, 5–7      |
| Перемога  | 15.  | 1 липня 1991    | Палермо, Італія              | Ґрунт    | Ханет Соуто          | Клаудія Піччіні Крістіна Сальві          | 6–3, 6–2      |
| Поразка   | 16.  | 28 жовтня 1991  | Мадейра, Португалія          | Тверде   | Ханет Соуто          | Карін Баккум Майке Бабель                | 3–6, 2–6      |
| Поразка   | 17.  | 11 травня 1992  | Барселона, Іспанія           | Тверде   | Гала Леон Гарсія     | Паола Суарес Памела Сінгман              | 4–6, 2–6      |
| Перемога  | 18.  | 13 липня 1992   | Віго, Іспанія                | Ґрунт    | Ханет Соуто          | Кайлі Джонсон Забіне Ломанн              | 2–6, 6–3, 7–5 |